# Huoy Meas
Huoy Meas (en camboyano: ហួយ មាស) (Svay Pou, 6 de enero de 1946 – c. 1977) fue una cantante y locutora de radio camboyana en los años sesenta y principios de los setenta. 

## Biografía
Nació en la comuna de Svay Pou, distrito de Sangker, provincia de Battambang, Camboya. También fue jueza en el concurso público formal de canciones Samach Cheat, con otros cantantes como Sinn Sisamouth, Liev Tuk, Touch Teng, Mao Sareth y Chhoun Malai, que fue establecido por el Jefe de Estado Norodom Sihanouk.
Hasta que los Jemeres rojos tomaron el control de Camboya en abril de 1975, Meas era la DJ de radio más popular de Camboya, trabajando para la estación de Radio Nacional y promocionando la escena del rock y pop camboyano.
También fue una cantante popular en ese ámbito, conocida por sus letras melancólicas sobre su propia vida personal. Norodom Sihanouk comparó sus letras y su estilo de canto con los de Édith Piaf. Entre sus canciones más conocidas están "Samros Borey Tioulong" y "Unique Child".
Meas desapareció durante el genocidio camboyano de finales de la década de 1970. Una de las primeras acciones de los Jemeres Rojos al tomar el control de Camboya fue apoderarse del servicio de Radio Nacional donde trabajaba Meas. Se cree que fue una de los millones de residentes de Nom Pen a quienes se ordenó evacuar la ciudad y trasladarse al campo para convertirse en trabajadores agrícolas. Srey Channthys declaró en entrevistas que Huoy Meas fue violada por varios soldados jemeres rojos y luego asesinada, aunque su destino exacto nunca fue confirmado. Su trabajo como personalidad de la radio y artista de grabación se describió en el documental de 2015 Don't Think I've Forgotten.

## Reconocimientos
En 2019, Julian Poulson, el fundador del Cambodian Space Project, realizó en Siem Reap la exposición pictórica "Les Femmes Cambodgiennes de la Chanson" en homenaje a cantantes camboyanas de los inicios de la música pop camboyana en la década de 1960, como Chhoun Malay, Mao Sareth, Ros Serey Sothear, Pan Ron o la propia Houy Meas.